# دانلسنویل (جورجیا)
دانلسنویل، جورجیا (به انگلیسی: Donalsonville, Georgia) یک شهر در ایالات متحده آمریکا با جمعیت ۲٬۷۹۶ نفر است که در جورجیا واقع شده‌است.

## موقعیت جغرافیایی
موقعیت جغرافیایی شهرها و مناطق اطراف به شرح زیر است: